# Lundellianthus
Lundellianthus es un género de plantas fanerógamas perteneciente a la familia de las asteráceas.   Comprende 9 especies descritas y de estas, solo 7 aceptadas. Se distribuye desde el sur de México hasta Nicaragua.

## Descripción
Son arbustos que alcanzan un tamaño de hasta 2 m de alto; tallos jóvenes blanco-verdosos, tricomas patentes a aplicados, en general 6-angulados o 6-acostillados. Hojas opuestas, lanceoladas a lanceolado-ovadas, mayormente 7–10 cm de largo y 2.5–6.5 cm de ancho, ápice agudo a atenuado, base cuneada, márgenes ligera a prominentemente serrados o denticulados, haz escabriúscula a hispídula, envés escabriúsculo a hírtulo con tricomas aplicados a patentes, blancos; pecíolos 3–10 mm de largo. Capitulescencias de capítulos solitarios o 3–5 en fascículos umbeliformes en los extremos de las ramas o en las axilas distales, rara vez sobrepasando al follaje, pedúnculos 2–9 cm de largo, hirsútulos o con tricomas aplicados, no claviformes; capítulos radiados; involucros ampliamente campanulados a hemisféricos; filarias dimorfas, las exteriores 5–8, lanceoladas a oblongas o espatuladas, 12–15 mm de largo, herbáceas, las internas 8–13, ovadas, 6–8 mm de largo, cartáceas a endurecidas, todas o por lo menos las exteriores, más o menos escabriúsculas a hirsútulas; receptáculos ligeramente convexos; flósculos del radio 8–13, pistilados y fértiles, las corolas amarillas a anaranjadas, el tubo 2.5–3 mm de largo, láminas oblongas a angostamente elípticas, 15–18 mm de largo, abaxialmente hispídulas en los nervios; páleas pajizas, naviculares, 7.5–10 mm de largo, más o menos carinadas, connadas y adnadas a la base del ovario, región distal agudamente acuminada a 3-lobada, endurecida, espinescente; flósculos del disco 50–80, perfectos, fértiles, las corolas 6–7.5 mm de largo, amarillas a anaranjadas. Aquenios del radio triquetros, 3.5–5 mm de largo, con nervios o alas en los ángulos, con frecuencia también con 1–2 nervios fuertes sobre las caras, las alas se vuelven cartáceas o suberosas, aquenio y alas verrugosos al madurar; vilano de aristas fuertes de base triquetra, dispuestas en los ángulos, además 4–8 escamitas intercaladas, más o menos connadas, las aristas 2–5 mm de largo.

## Taxonomía
El género fue descrito por Harold E. Robinson y publicado en Wrightia 6(2): 41, t. 81. 1978. La especie tipo es Lundellianthus petenensis H. Rob.

## Especies aceptadas
A continuación se brinda un listado de las especies del género Lundellianthus aceptadas hasta julio de 2012, ordenadas alfabéticamente. Para cada una se indica el nombre binomial seguido del autor, abreviado según las convenciones y usos.
- Lundellianthus breedlovei (B.L.Turner) Strother
- Lundellianthus guatemalensis (Donn.Sm.) Strother
- Lundellianthus harrimanii Strother
- Lundellianthus jaliscensis (McVaugh) Strother
- Lundellianthus kingii (H.Rob.) Strother
- Lundellianthus salvinii (Hemsl.) Strother
- Lundellianthus steyermarkii (S.F.Blake) Strother